# SID (trafic aérien)
Pour les articles homonymes, voir SID.
Une procédure SID (de l'anglais Standard Instrument Departure) est la route à suivre au départ d'un aéroport par un aéronef évoluant en régime de vol IFR.
Elle est publiée sur une carte qui regroupe la projection au sol de la trajectoire à suivre (distance et relèvement par rapport à l'aéroport ou par rapport à une balise) ainsi que les différentes altitudes de survol.
C'est est une procédure de départ du contrôle de la circulation aérienne qui a été établie dans certains aéroports pour simplifier les procédures de clairance. Les SID sont censés être faciles à comprendre et, si possible, limités à une page.
Bien qu'une SID maintienne les aéronefs à l'écart du relief, il est optimisé pour la route de vol du contrôle de la circulation aérienne et ne fournira pas toujours la pente de montée la plus faible. Il établit un équilibre entre l'évitement du terrain et des obstacles, la réduction du bruit (si nécessaire) et les considérations de gestion de l'espace aérien. Afin de piloter légalement un SID, un pilote doit posséder au moins la version actuelle de la description textuelle du SID.
Les SID sont un moyen efficace de communiquer une grande quantité d'informations complexes pour des départs sûrs et efficaces et sont en place dans le monde entier par l'intermédiaire de l'OACI.

## Procédure d'attribution
La clairance du contrôle de la circulation aérienne doit être reçue avant de piloter sur une SID. Une clairance est délivrée au pilote sur la base d'une combinaison de la destination, du premier point de cheminement du plan de vol et de la piste de décollage utilisée.
Une procédure standard de départ aux instruments se compose d'un certain nombre de points de cheminement ou de repères, qui peuvent être soit donnés par leurs coordonnées géographiques, soit définis par des radiobalises, telles que VOR ou NDB et des radiales, ou un radial avec une distance DME. Il comprend également un profil de montée, demandant au pilote de traverser certains points à, au-dessus ou en-dessous d'une certaine altitude. Une procédure SID se termine à un point situé sur une voie aérienne ou sur un point de départ FRA, à partir duquel le pilote poursuit sa navigation.
Les procédures SID sont définies par les autorités locales (gouvernements, aéroports et organismes de contrôle du trafic aérien) pour assurer la sécurité et accélérer le traitement du trafic au départ et, dans la mesure du possible, pour minimiser la quantité de bruit dans les zones habitées telles que les villes.

## Dénomination des procédures SID
Les conventions de dénomination pour les procédures SID varient selon les régions.
Dans la plupart des pays d'Europe, les procédures SID sont généralement nommées avec le dernier point de passage de la procédure, qui se trouve souvent sur une voie aérienne, suivi éventuellement d'un numéro de version et souvent d'une seule lettre. Le numéro de version commence à 1 et est augmenté à chaque modification de la procédure. La lettre désigne le type de procédure (en fonction de l'équipement utilisé et de la piste).
Une SID se compose donc du nom d'un point, suivi d'un numéro de version, et se termine par un type de procédure.
Par exemple, à l'aéroport de Lyon-Bron, il existe plusieurs procédures de départ publiées pour atteindre le Point de cheminement BELUS :
- La SID vers BELUS depuis la piste 16 est nommée BELUS2T[3] (prononcé « BELUS Deux Tango »).
- La SID vers BELUS depuis la piste 34 est nommée BELUS2P[4] (prononcé « BELUS Deux Papa »).

## Écarts et séparation
Bien que les procédures SID soient principalement conçues pour que le trafic IFR rejoigne les voies aériennes, le contrôle de la circulation aérienne dans les aéroports très fréquentés peut demander que le trafic VFR suive également une telle procédure afin que la séparation des aéronefs puisse être plus facilement maintenue. Habituellement, les pilotes VFR recevront des vecteurs radar correspondant à la route latérale SID avec différentes restrictions d'altitude.
Les pilotes doivent suivre la route SID publiée, sauf indication contraire d'un contrôleur de la circulation aérienne. De petits écarts sont autorisés, mais des écarts plus importants peuvent provoquer des conflits de séparation. Les pilotes peuvent être condamnés à une amende pour des écarts trop importants par rapport à la trajectoire prescrite.
La précision des SID varie également selon les régions. Dans certains pays et régions, chaque détail de la trajectoire de vol latéral et vertical à suivre est spécifié exactement dans le SID; dans d'autres, la SID peut être beaucoup plus général, les détails étant laissés soit à la discrétion du pilote, soit à l'ATC. 

## Exemple de SID
Au 24 février 2022, il y avait 11 SID publiés pour la piste 16 de l'aéroport de Lyon-Bron, en France,.
Il y a par exemple la procédure BELUS2T pour atteindre le Point de cheminement BELUS se lit comme suit :
- Routes : Monter dans l'axe RM 161°, à BR 163° BR (RM 163°), à 279° LTP à gauche 278° LTP (RM 098°), à LTP à gauche 028° LTP (RM 028°) vers BELUS.

- Pentes : Pente 5,1 % MNM jusqu’à 800 ft AMSL[Note 1]. Niveau de croisière MAX FL 120

1. ↑  Pente théorique de montée 5.1% déterminée par obstacle d’altitude au sommet 700 ft situé à gauche de l’axe à 200 m de la DER.